# Trijn van Leemput
Catharina van Leemput dite Trijn van Leemput (vers 1530-1607) est une héroïne néerlandaise de la Guerre de Quatre-Vingts Ans contre l'Espagne. D'après la légende locale à Utrecht, elle mène un groupe important de femmes, le 2 mai 1577, au château de Vredenburg et donne le signal du début de la destruction de ce château.

## Histoire et légende
Le château de Vredenburg a été construit par l'empereur Charles Quint après l'annexion d'Utrecht en 1528, et était armé d'une garnison espagnole. Le 8 novembre 1576, la Pacification de Gand était signée et la Guerre de Quatre-Vingts Ans commençait. Les rebelles néerlandais assiègent la forteresse de Vredenburg et, après des négociations, la garnison abandonne le château en février 1577.
Les citoyens d'Utrecht exigent alors que le château abandonné soit démoli, mais le gouvernement de la ville ne l'autorisant pas, donc, le 2 mai, les Utrechtois, conduits par Trijn van Leemput, prirent les choses en main. Les événements qui suivent ont été rapportés par deux contemporains Arnold Buchelius (1565-1641) et Joh. van Beverwyck (1594-1647). Des historiens plus récents ont mis en doute la véracité historique de cette histoire. Plus probablement, elle est basée sur une part de légende et une part de faits réels.
Trijn van Leemput aurait rassemblé une importante foule de femmes puis aurait marché vers le château, portant une bannière de fortune élaborée à partir d'un tablier bleu attaché à un balai. Arrivée au château, elle annonça le début de la démolition en enlevant quelques briques des murs du château. Les autres Utrechtoises qui l'accompagnaient commencèrent à démonter les murs à l'aide de haches, de marteaux et de pioches.
Il est aussi rapporté avant l'épisode du château, qu'elle a fait face à deux soldats espagnols, qui étaient logés dans sa maison. Après les avoir attrapés en train de voler, elle expédia l'un des deux en bas d'une volée d'escaliers, et menaça l'autre avec un couteau.
Des recherches d'archive ont montré que Trijn van Leemput a vraiment existé et qu'elle est née autour de 1530, probablement près de Vreeswijk. Elle et son mari, brasseur et meunier, Jan Jacob van Leemput, ont déménagé dans une maison donnant sur le canal Oudegracht à Utrecht en 1555. La famille était une des plus en vue de la ville. Le mari de Trijn était un chef de guilde et membre du gouvernement de la cité, et il fut un des quatre députés qui négocia avec Guillaume de Nassau (dit Guillaume le Taciturne) sur les conditions pour Utrecht de participer à la Pacification de Gand, la coalition néerlandaise contre l'Espagne. Trijn van Leemput mourut à Utrecht.
Dès le XVIIe siècle, Trijn van Leemput fut représentée dans de nombreux tableaux. Une statue à son image, pioche en main, fut dressée sur le pont Zandbrug de la ville, à proximité de sa maison, en 1955.

## Galerie

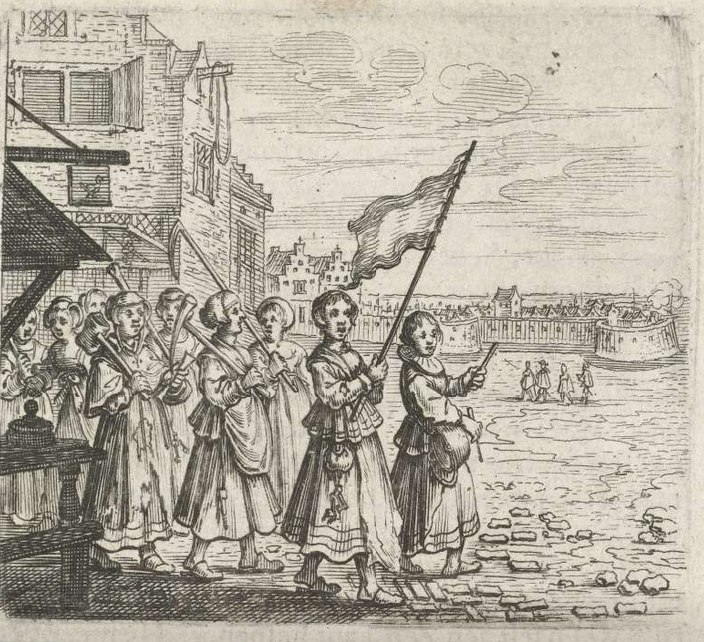
Représentation de la troupe de femmes vers 1638.
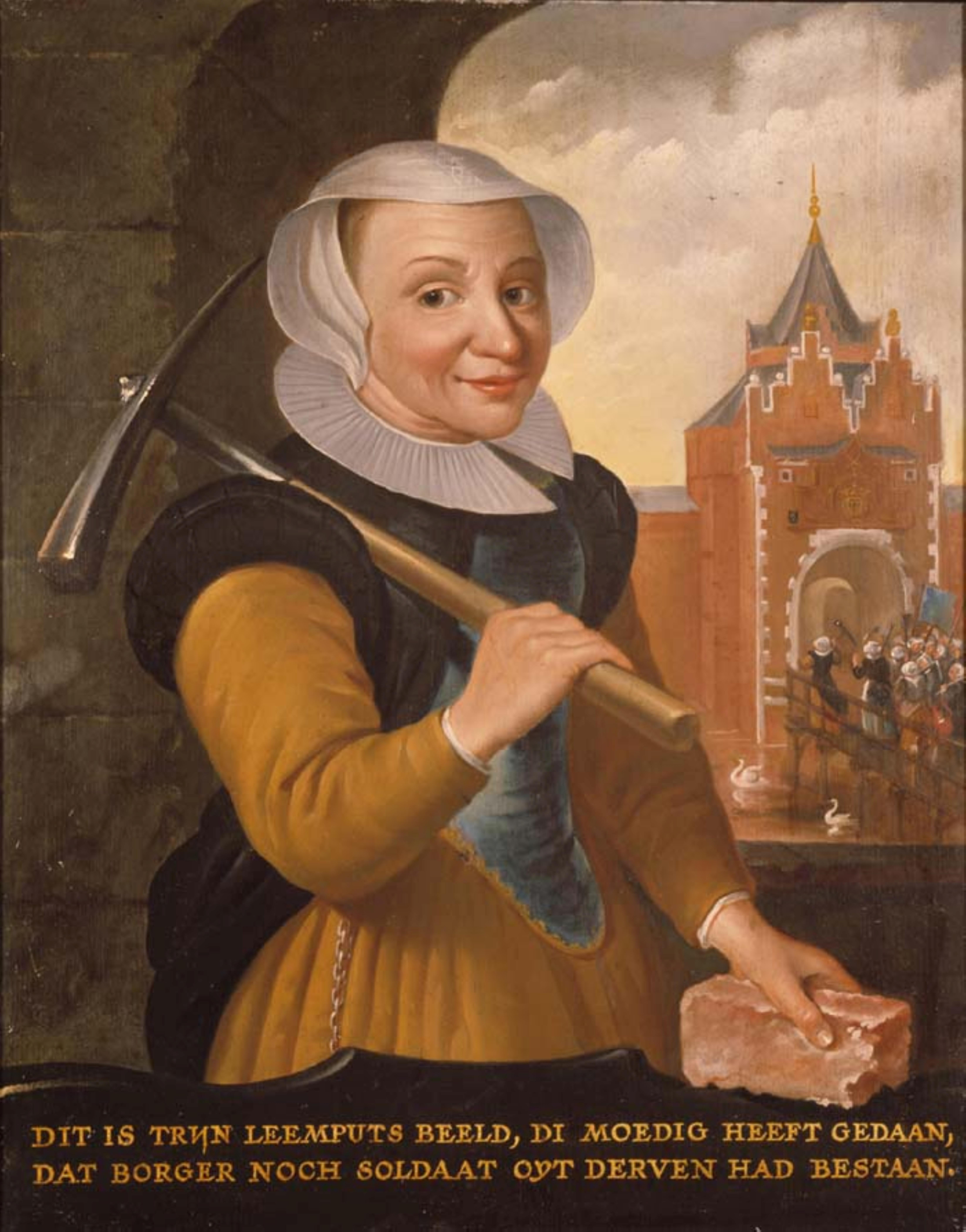
Une peinture (vers 1650) représentant l'héroïne du 2 mai 1577.
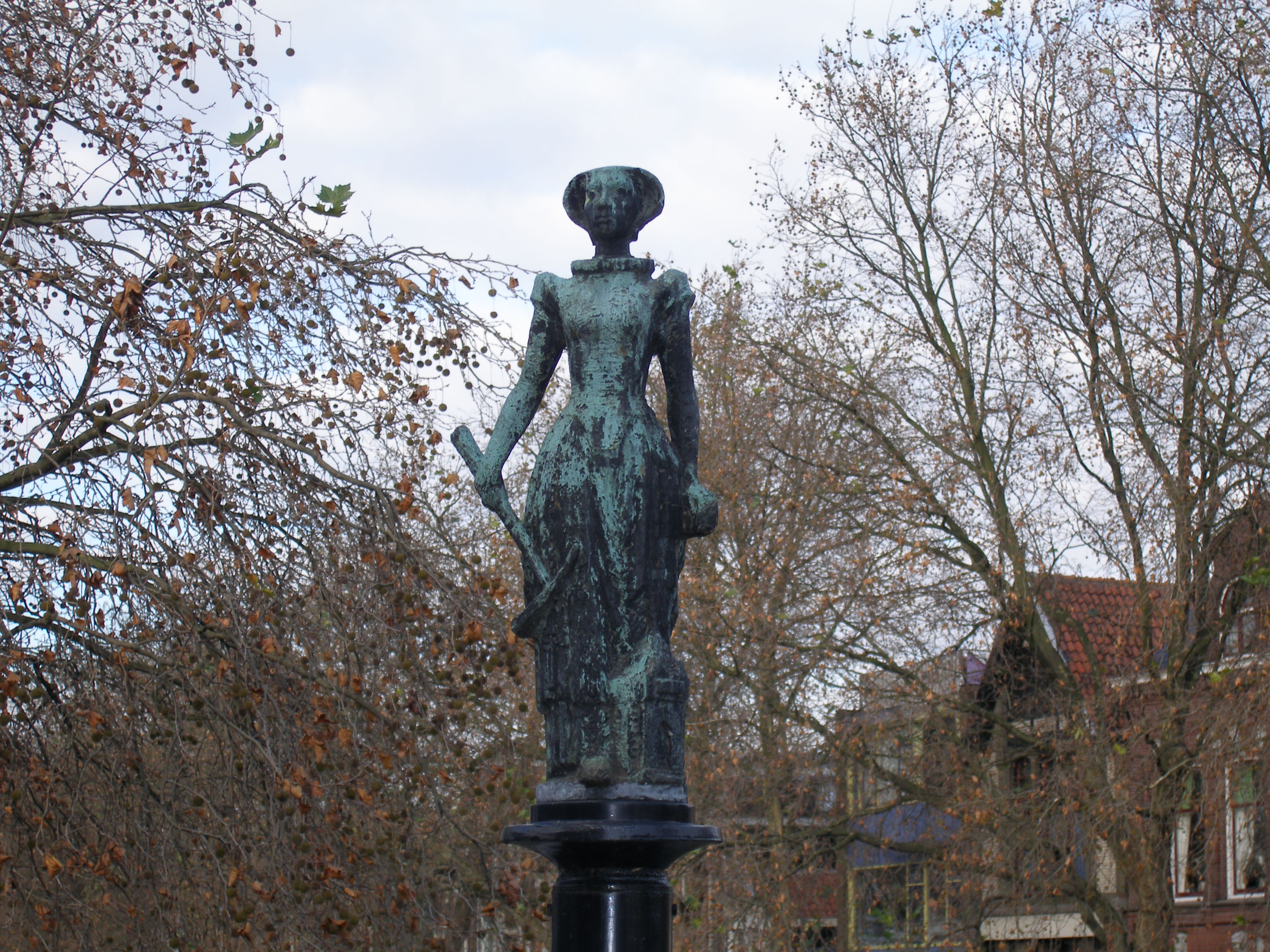
La statue (érigée vers 1955) de Trijn van Leemput à Utrecht.
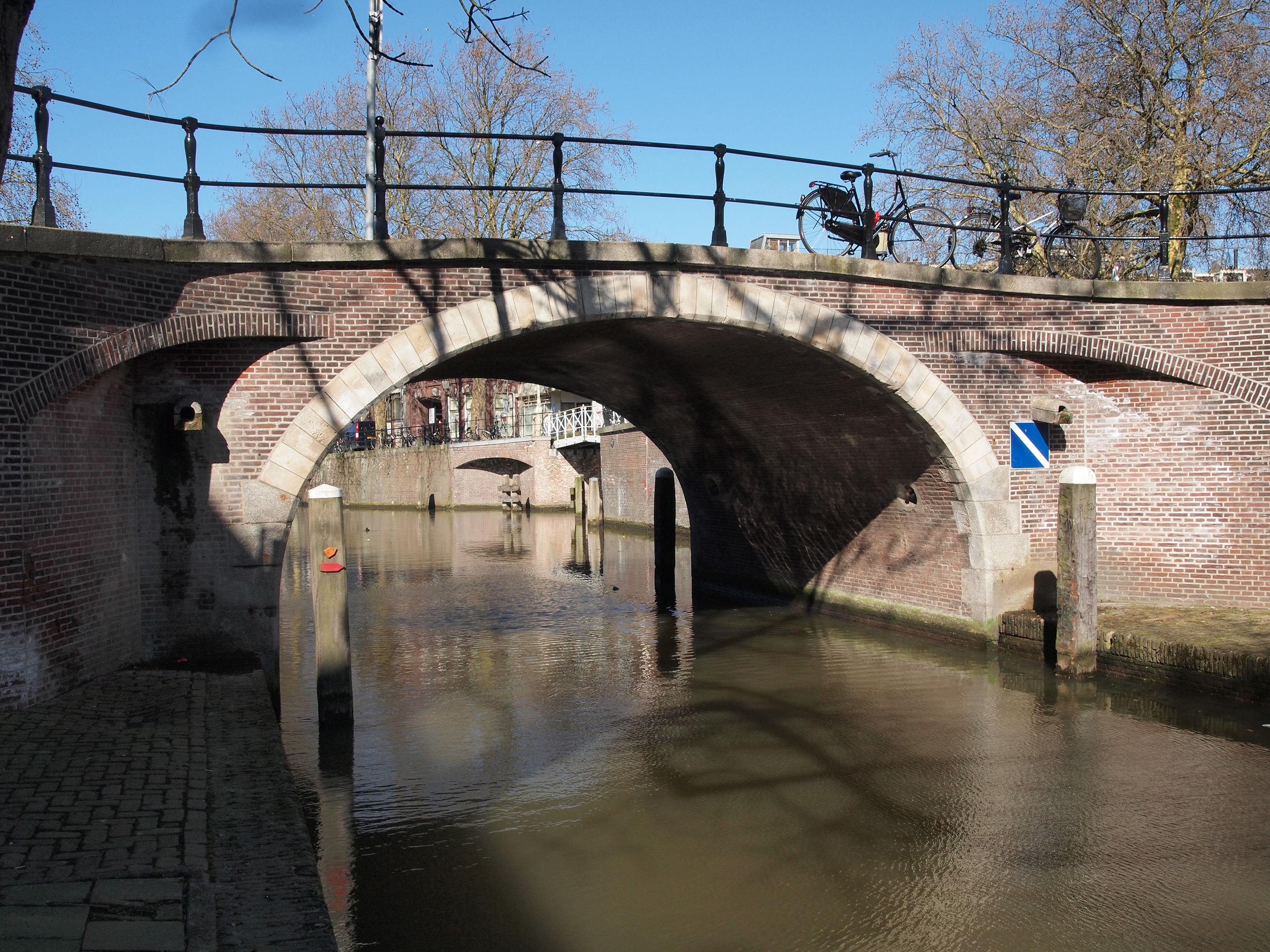
Le pont Zandbrug à Utrecht.

## Sources
- Instituut voor Nederlandse geschiedenis (Institut pour l'histoire néerlandaise) (nl)
- De Dom Digitaal (Le Dom numérique (nl)